# Kim Il-sungstadion
Het Kim Il-sungstadion (Koreaans: 김일성경기장, Kim Il-sŏng Kyŏnggijang) is een voetbalstadion in Pyongyang, de hoofdstad van Noord-Korea. Het stadion wordt voor verschillende doeleinden gebruikt. Bijvoorbeeld voor voetbalwedstrijden van het nationale team.

## Geschiedenis
Het Kim Il-sung stadion werd oorspronkelijk gebouwd als het Girimri Stadium (기림리공설운동장) in 1926. In dit stadion werd ieder jaar (tussen de jaren 20 en 40) de Kyung-Pyong voetbalwedstrijd tussen Kyungsung FC en Pyongyang FC.
Het stadion wordt ook gebruikt voor speeches van politici, bijvoorbeeld door Kim Il-sung's eerste speech nadat hij terugkwam vanuit de Sovjet-Unie op 14 oktober 1945.
Tijdens de Korea-oorlog (1950–1953) werd het grootste gedeelte van het stadion vernietigd. Met name door bombardementen van de Verenigde Staten op de hoofdstad van Noord-Korea. In 1969 werd het stadion weer opgebouwd en kreeg het een nieuwe naam Moranbong Stadium. In april 1982 werd het stadion weer gerenoveerd, nu werd het stadion vernoemd naar Kim Il-sung. 
In het stadion kunnen 50.000 toeschouwers. Het wordt vooral gebruikt voor voetbalwedstrijden. Tot de jaren 90 waren in dit stadion ook de 'mass games', maar deze worden op dit moment gehouden in Rungrado-stadion.

## Gebruik nu
Het Kim Il-sung stadion wordt vooral gebruikt voor voetbalwedstrijden van het nationale voetbalelftal, het nationale dameselftal en het Pyongyang City Sports Group.
In 2008 moest een kwalificatiewedstrijd voor het wereldkampioenschap voetbal van 2010 worden verplaatst naar Shanghai omdat de autoriteiten van Noord-Korea geen toestemming gaven aan het Zuid-Koreaanse team om hun volkslied te spelen of vlag te tonen. Noord-Korea erkent Zuid-Korea niet.

## Afbeeldingen

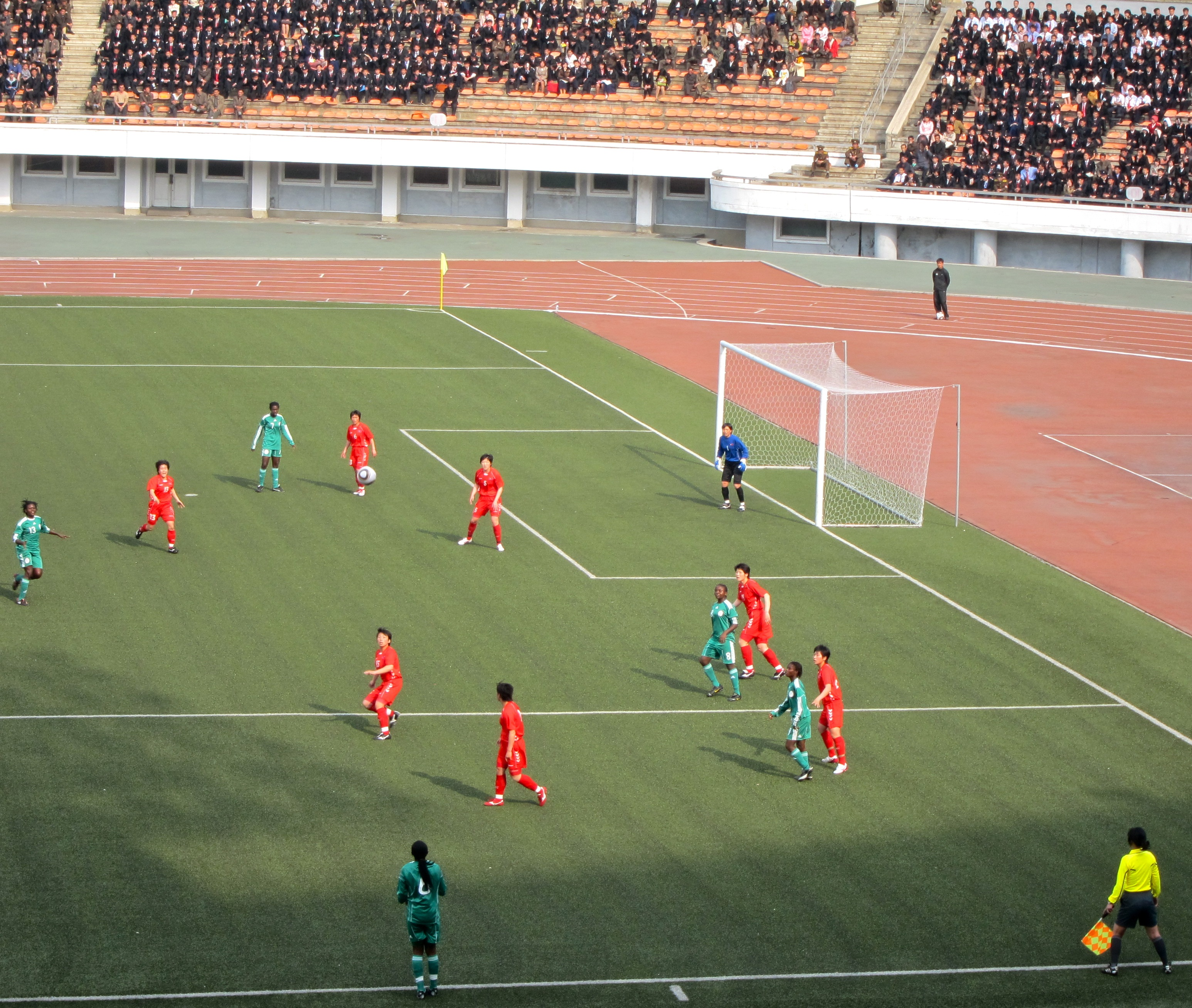
Wedstrijd in 2010
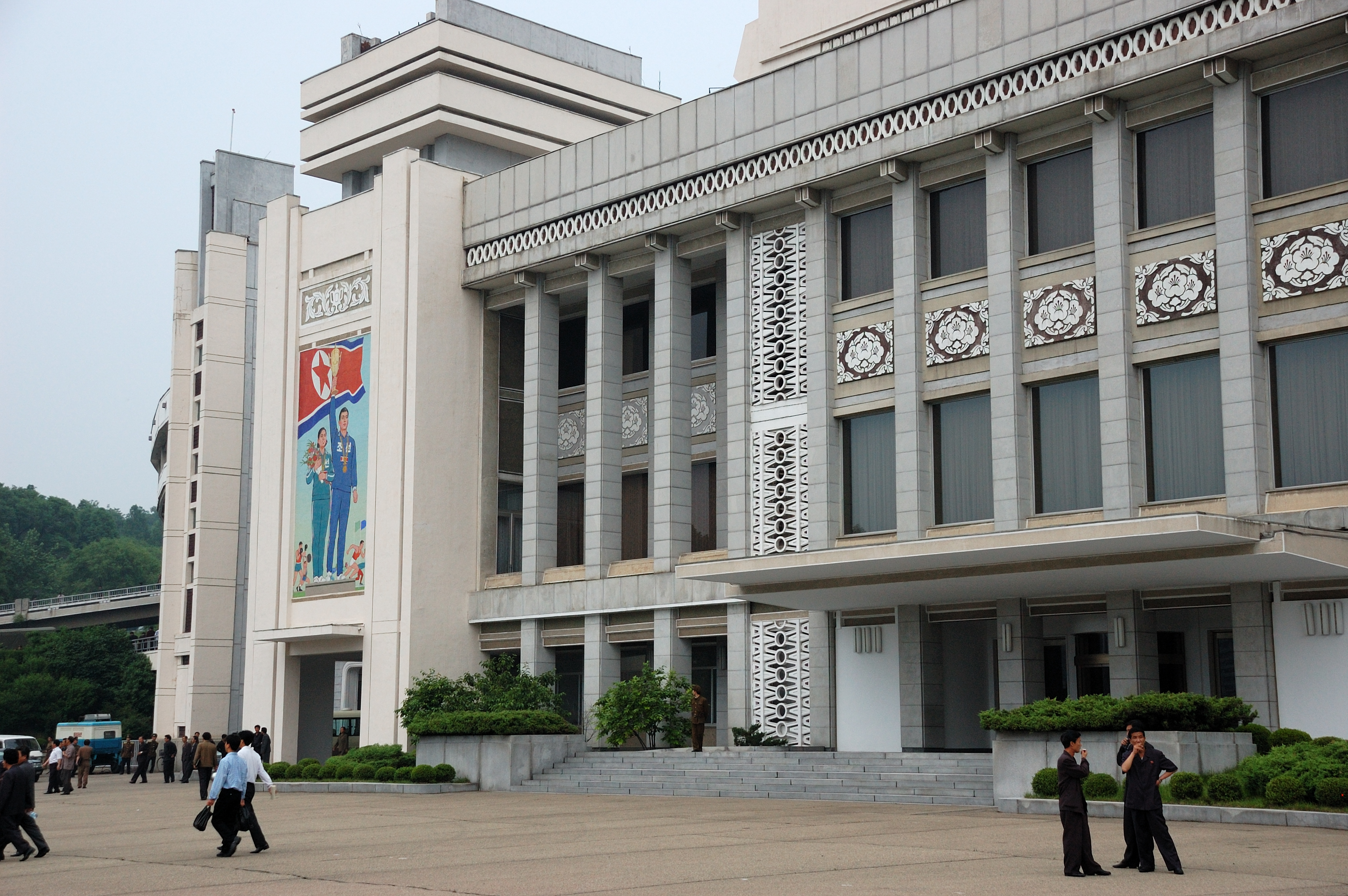
Buitenkant
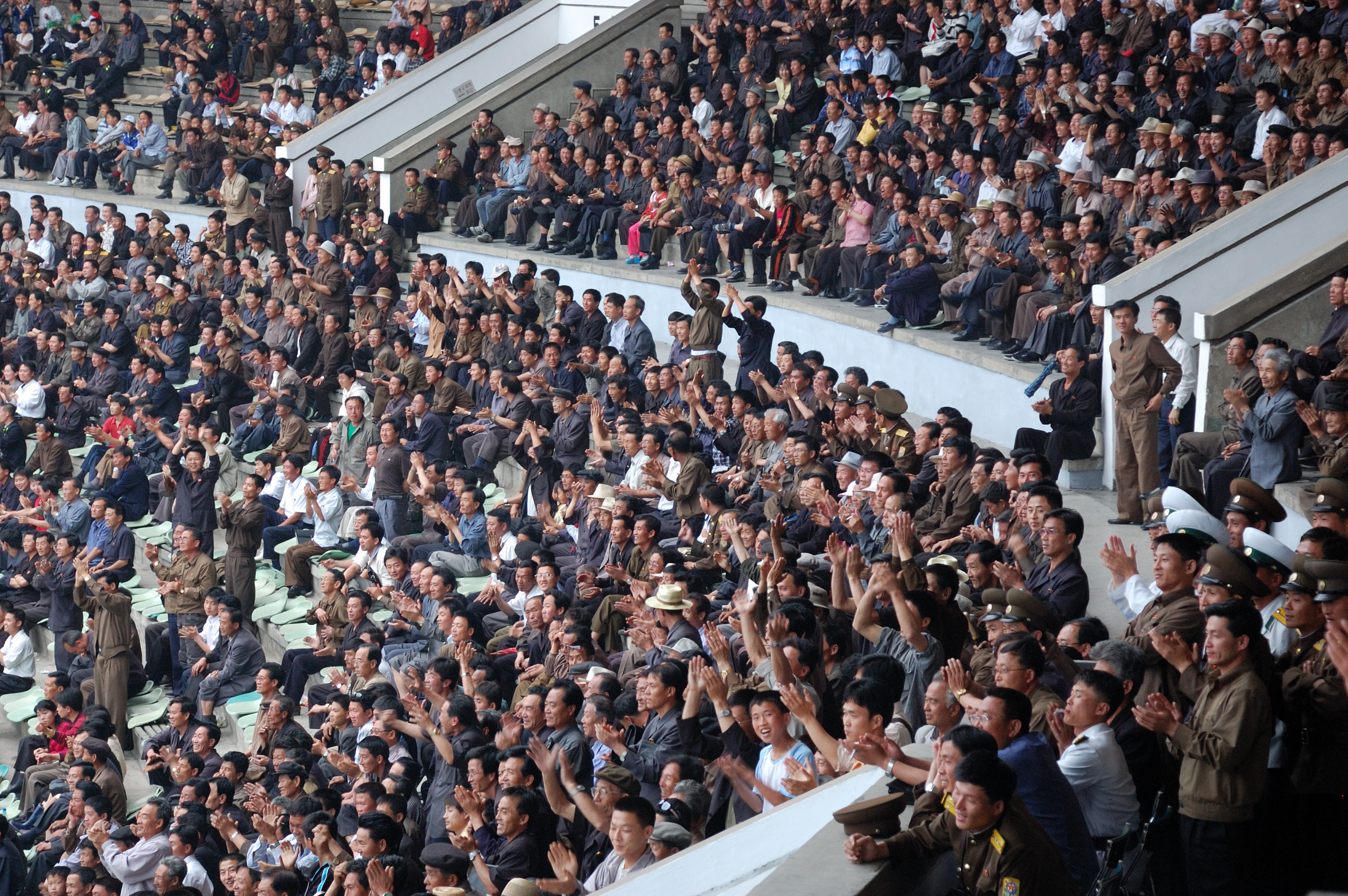
Publiek in het stadion